# Genska zaliha
Genska zaliha (eng. gene pool) je ukupnost svih gena i njihovih različitih alela koji su nazočni u populaciji sa spolnim razmnožavanjem.
Promjenama genske učestalosti, odnosno brojčanog odnosa pojedinačnih alela u svakom paru alela unutar genske zalihe ("gene pool") neke populacije bavi se populacijska genetika.
Genska zaliha predstavlja osnovnu razinu na kojoj se pojavljuje evolucija. 
Bogata genska zaliha ukazuje na veliku gensku raznolikost, koja je u svezi s robusnim populacijama koje mogu preživjeti borbe intenzivnog odabira. Siromašna genska raznolikost (križanje jako srodnih jedinki, populacijsko usko grlo) može prouzročiti smanjenu sposobnost opstanka i povećanu mogućnost izumiranja, iako kao što je objašnjeno genskim pomakom novih genskih inačica, može prouzročiti povećanje spremnosti organizama, vjerojatnije će se fiksirati u populaciji ako je vrlo mala.
Ako su sve jedinke u populaciji istovjetne s obzirom na fenotip, za populaciju kažemo da je monomorfna. Ako jedinke različitih inačica određene osobine, za njih se kaže da su polimorfne.
Ruski genetičar Aleksandr Sergejevič Serebrovski prvi je formulirao ovaj koncept. 1920-ih je godina skovao naziv genofond (genski fond). Riječ je u SAD iz SSSR uvezao ukrajinski genetičar Teodosij Grigorovič Dobžanski (Theodosius Dobzhansky), koji je izraz preveo na engleski kao "gene pool" izraz koji je čest i u neengleskoj literaturi.
U prirodnim populacijama, koje nazivamo i Mendelove populacije, gensku zalihu čini ukupan broj gena u spolnim stanicama spolno zrelih članova populacije, zbog toga što je svatko u populaciji jednake mogućnosti pariti se s bilo kojim drugim članom populacije (panmiksija), zbog čega svi geni u gametama pripadaju genskoj zalihi.